# جنگل‌های نانتاکت
جنگل‌های نانتاکت تاریخچهٔ غیرمعمولی دارند. بادهای مداوم اشباع‌شده با نمک و خاک‌های فقیر از نظر مواد مغذی، محدودیت‌های شدیدی را بر رشد درختان و محصولات چوبی که ممکن است هم توسط مردم بومی و هم توسط مهاجران استعماری قابل دسترسی باشد، اعمال می‌کنند.

## درختان کوتاه و الوارهای کوتاه
جزیره نانتاکت در ۴۸ کیلومتری ساحل جنوبی کیپ کاد، ماساچوست واقع شده است. در سال ۱۷۷۵، نانتاکت بزرگ‌ترین بندر صید نهنگ در جهان و سومین بندر بزرگ در ماساچوست بود. با این حال، تسلط بر این ماجراجویانه‌ترین، خطرناک‌ترین و بالقوه پرسودترین تجارت دریایی، توسط یک صنعت کشتی‌سازی گسترده و محلی پشتیبانی نمی‌شد. جنگل‌های اولیه نانتاکت غیرمعمول بودند و دامنه ساخت کشتی‌های چوبی بومی و استعماری را در جزیره نانتاکت تعیین می‌کردند.

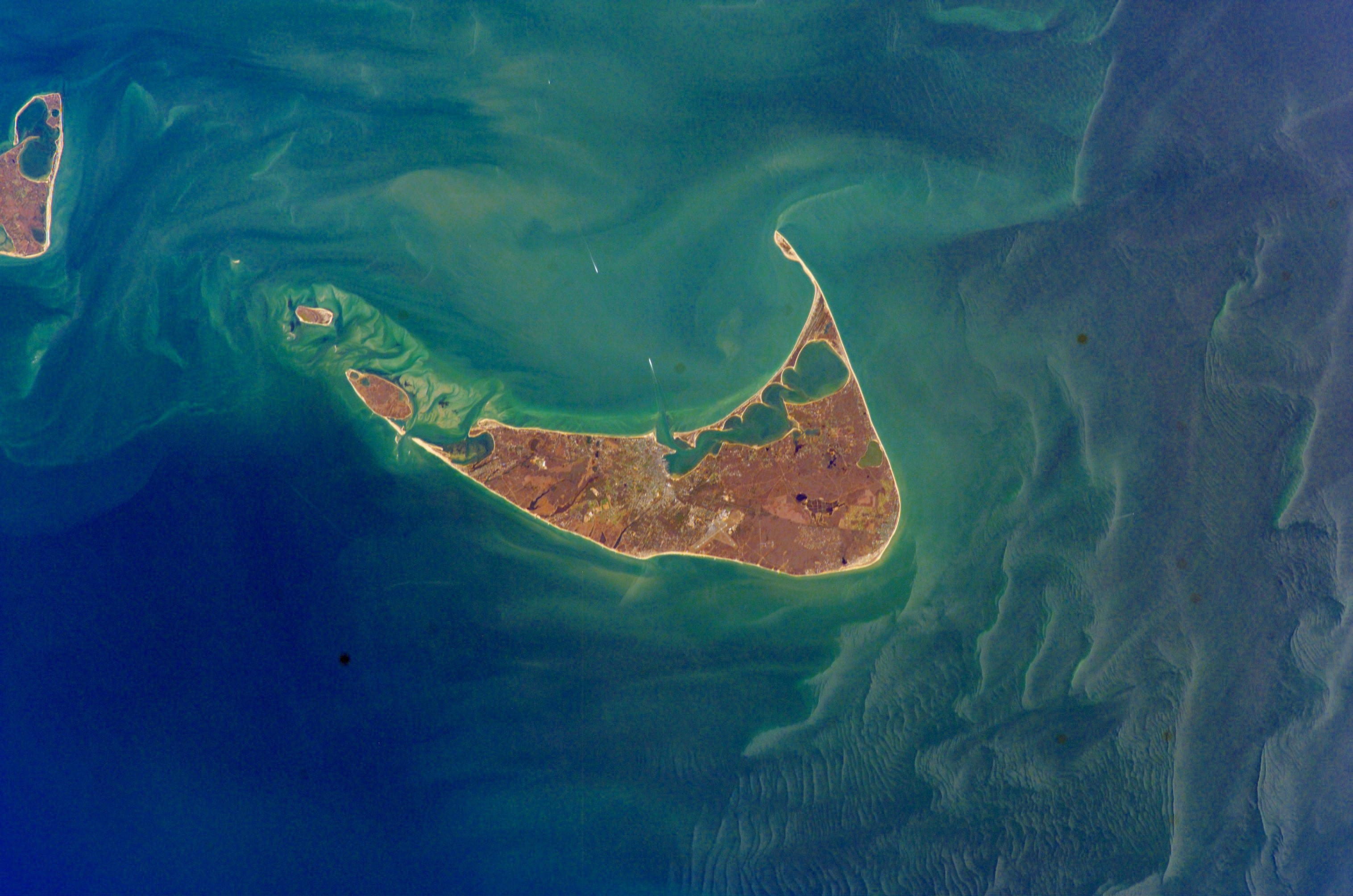
عکس ماهواره‌ای از جزیره نانتاکت

علیرغم اظهارات متعدد در مورد جنگل‌های جزیره‌ای به عنوان منبع چوب (به گزارش ۱۸۸۹ سازمان زمین‌شناسی ایالات متحده که فقط سنت شفاهی محلی را تکرار می‌کند مراجعه کنید)، می‌توان با قاطعیت گفت که نانتاکت در ۴۰۰۰ سال گذشته، حداقل از نظر آنچه معمولاً به عنوان جنگل در نظر گرفته می‌شود - درختان بلند متعدد با ارتفاع ۵۰ فوت یا بیشتر - جنگلی نداشته است. بازدیدکنندگان از نانتاکت در اواخر قرن ۱۸ و اوایل قرن ۱۹، این جزیره را تقریباً بدون درخت توصیف می‌کنند. با این حال، بسیاری از نشریات از جنگل‌های پس از یخبندان متشکل از بلوط، به همراه مقداری راش، کاج، افرا و گردوی آمریکایی نام می‌برند.این درختان وجود داشتند اما تعدادشان کم بود و ارتفاعشان به شدت کاهش یافته بود. آنها در دهه‌های پس از سکونت در سال ۱۶۵۹ برای هیزم، تیرهای حصار و الوارهای کوتاه ساختمانی قطع شدند. گمانه‌زنی‌ها مبنی بر اینکه پس از قطع درختان جزیره، خاک غنی آن در اثر فرسایش شسته شده و از بین رفته است، قابل تأیید نیست. نانتاکت دره‌های خشک و کوچک زیادی دارد که به دریا راه ندارند و خاک لوم غنی در این مناطق یافت نمی‌شود. جنگل‌های قدیمی در طول ۲۰۰۰ سال گذشته یا بیشتر وجود نداشته‌اند، کپک برگ غنی و عمیق وجود ندارد و عمق خاک کافی برای ایجاد لنگرگاه ریشه برای درختان بزرگ وجود ندارد. این عکس از یک دشت امروزی در نانتاکت، منظره‌ای را با درختان کم نشان می‌دهد که هیچ‌کدام خیلی بلند نیستند و تنه‌های صافی هم ندارند که بتوان از آنها الوارهای بلند برای کشتی‌سازی یا ساخت خانه ساخت. این جزئیات اشاره‌ای مرتبط به تاریخ جنگل‌های نانتاکت دارند.

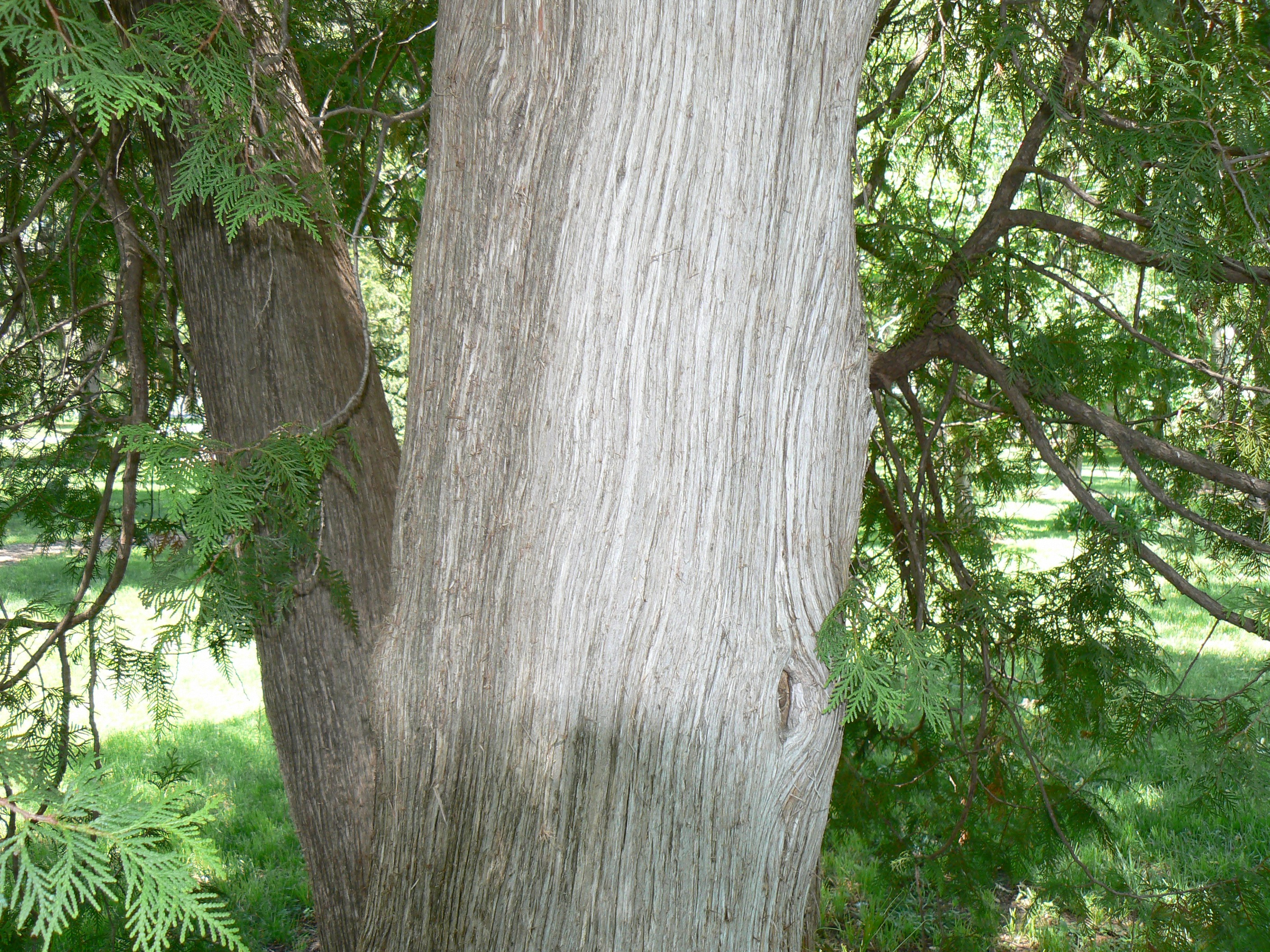
سرو سفید شمالی

چوب بلوط برای ساخت خانه‌ها و کشتی‌ها نمی‌توانسته از درختان جزیره تولید شده باشد. جزیره نانتاکت محیطی کم‌ارتفاع و پوشیده از تپه‌های شنی با باتلاق‌های زغال‌سنگ باستانی متعدد و بادهای مداوم اشباع‌شده از نمک است. بلندترین نقاط جزیره نانتاکت، تپه فولگر با ارتفاع ۱۰۹ فوت (۳۲۰ متر) از سطح دریا و صخره آلتار با ارتفاع ۱۰۸ فوت (۴۲۰ متر) هستند. در اواسط قرن بیستم، تنها دو نوار کوچک از خاک رس خوب در جزیره قابل شناسایی بود و هر دو کم‌عمق بودند. شواهد نشان می‌دهد که آخرین درختان بلند جنگلی در نانتاکت حداقل ۲۰۰۰ سال پیش از بین رفته‌اند، بخش‌هایی از تنه‌های آنها در باتلاق‌های باستانی تورب حفظ شده است. اینها بقایای تنه درختانی هستند که حداکثر قطر آنها ۱۲ فوت و ارتفاع تنه آنها تنها چند فوت از سطح زمین بوده است. درختانی با ارتفاع 20 – ۲۵ فوت نشان داده شده‌اند، ارتفاعی که به دلیل قرار گرفتن مداوم در معرض بادهای نمکی، به ندرت می‌توان از آن فراتر رفت. بقایای تنه درختان یافت شده در این باتلاق‌های باستانی متعلق به تنها سه گونه درخت است که می‌توانند در چنین محیط‌هایی به مدت طولانی دوام بیاورند: سرو، سرو قرمز و سرو سفید. این گونه‌های درختی به آب شیرین نیاز دارند، دیگر در نانتاکت رشد نمی‌کنند و هرگز برای ساختمان‌های بلند یا الوارهای کشتی در دسترس و مناسب نبوده‌اند.قرار گرفتن مکرر در معرض بادهای شدید و نمک دمیده شده، حداکثر ارتفاع ممکن را برای گونه‌های درختان پهن‌برگ و مخروطی به شدت محدود می‌کند. طوفانی با نمک اشباع شده، بادهایی با سرعت ۶۰ – ۸۰ درجه سانتیگراد سرعتش شاخه‌های بالایی درخت را از جا می‌کند. دمیدن نمک همچنین به پوست و برگ‌ها می‌چسبد و بی‌وقفه به چوب نفوذ می‌کند تا باعث پوسیدگی و مرگ بافت شود.درختان در مکان‌های حفاظت‌شده‌تر، بیش از چند متر ارتفاع دارند. با این وجود، بادهای بی‌وقفه و اشباع‌شده از نمک، آنها را مجبور به پذیرش الگوی رشدی نامتعادل می‌کند. حداکثر ارتفاع به شدت کاهش یافته است، و نیمرخ آنها همان‌طور که در نقاشی تئودور رابینسون که در سال ۱۸۸۲ کشیده شده است، دیده می‌شود، بسیار متمایز است.

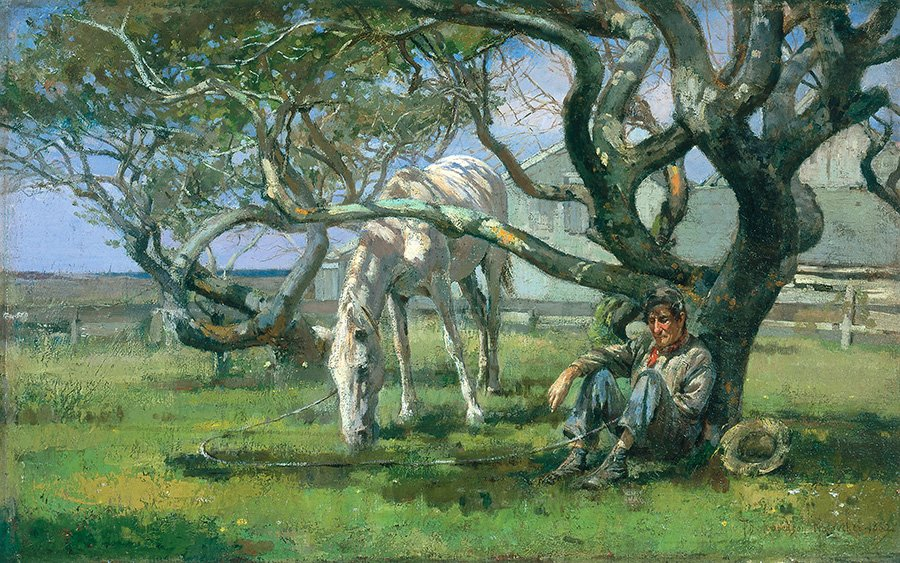
درختان کوتاه و پیچ‌خورده در نانتاکت، نقاشی از تئودور رابینسون (ایالات متحده آمریکا) در سال ۱۸۸۲

«در نانتاکت، بلوط، کاج و راش می‌توانند تنها به ارتفاع چند فوت برسند، البته با تنه‌های کج و معوج که عرض آنها نشان دهنده یک درخت بلند با ارتفاع معمول است. یک بلوط سیاه معمولی (Quercus velutina) که به این شکل شکل گرفته است، ممکن است قطر تنه ۲۰ اینچ داشته باشد، اما مورفولوژی آن به شدت توسط «هرس باد» محدود شده و در نتیجه کمتر از یک فوت ارتفاع دارد و شاخه‌های آن در امتداد زمین دفن شده یا رشد می‌کنند؛ یا به‌طور جایگزین، عرض پایه آن در پایه چندین فوت است، اما ارتفاع آن تا شاخه‌های تنه که شاخه‌ها در آن شکل می‌گیرند، کمتر از دو فوت است.» ریشه‌های سدر می‌توانند روی زمین پخش شوند و به هم بپیوندند و توده بزرگی از چوب ایجاد کنند که تقریباً هیچ ارتفاعی ندارد و تنه درخت نیست. تپه‌های کم ارتفاع در بخش شمال شرقی جزیره در گذشته از هرس شدید باد محافظت می‌کردند، اما فرسایش شدید از سال ۱۸۹۶ ارتفاع این تپه‌ها را به میزان زیادی کاهش داده است. در برخی از مناطق حفاظت‌شده، درختان بلوط و راش تا ارتفاع ۲۰ – ۲۵ فوت رشد می‌کردند و اغلب در حدود ۵۰ سالگی برای تیرهای حصار و هیزم بریده می‌شدند. دوره‌ای از قطع شدید درختان بلوط و راش باقی‌مانده با این اندازه و قدمت در اواخر قرن نوزدهم شناسایی شده است.
یک استثنای همیشگی در این کوتاه قدی گونه‌های درختی ، کاج سیاه ژاپنی است. این گیاه در محیطی تقریباً مشابه با نانتاکت تکامل یافته و در اواخر قرن نوزدهم معرفی شده است. کاج پیچ نیز در خاک‌های بسیار اسیدی به ارتفاع مشخصی می‌رسد، اما احتمالاً قبل از سال ۱۸۴۷ که برای استفاده در بادشکن‌ها معرفی شد، در نانتاکت وجود نداشت. «قطعات کوچکی از خاک‌های خشک مرتفع در این جنگل‌ها حاوی نمونه‌های زیبا و قدیمی از راش آمریکایی، بلوط سیاه، بلوط سفید و خاس آمریکایی است. این گونه‌های درختی اکنون در نانتاکت نسبتاً کمیاب هستند.»

عکس‌های این مقاله، مجموعه‌ای از باتلاق‌ها و مرداب‌ها را به تصویر می‌کشند که ویژگی‌هایشان شبیه به تصاویر بازسازی‌شده از مرداب‌های باستانی نانتاکت است. آنها بهترین تلاش برای به تصویر کشیدن باتلاق‌ها، مرداب‌ها و درختان جنگلی مجاور باستانی در نانتاکت بیش از ۲۰۰۰ سال پیش هستند.

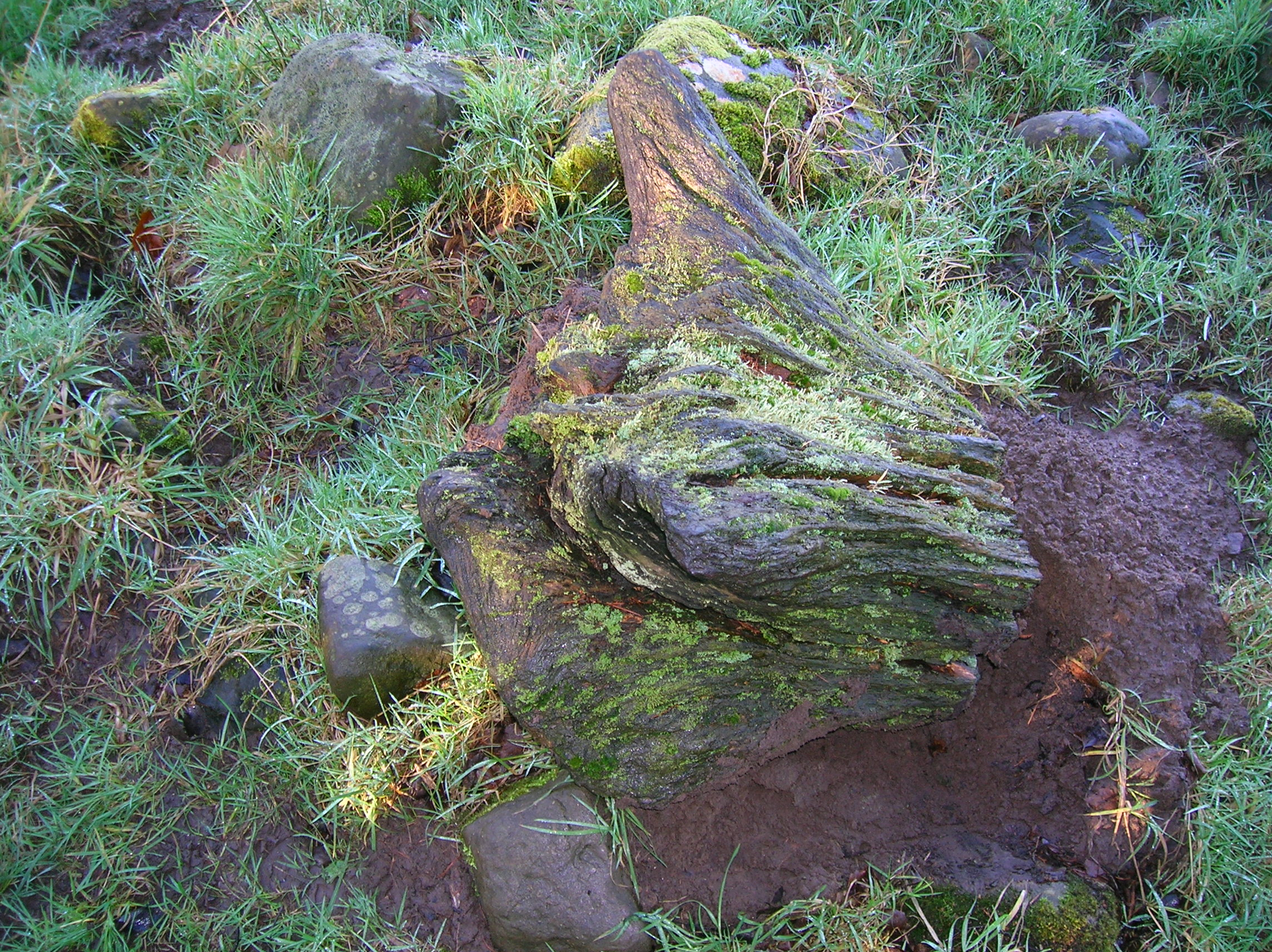
کنده درخت باتلاق، اسکاتلند
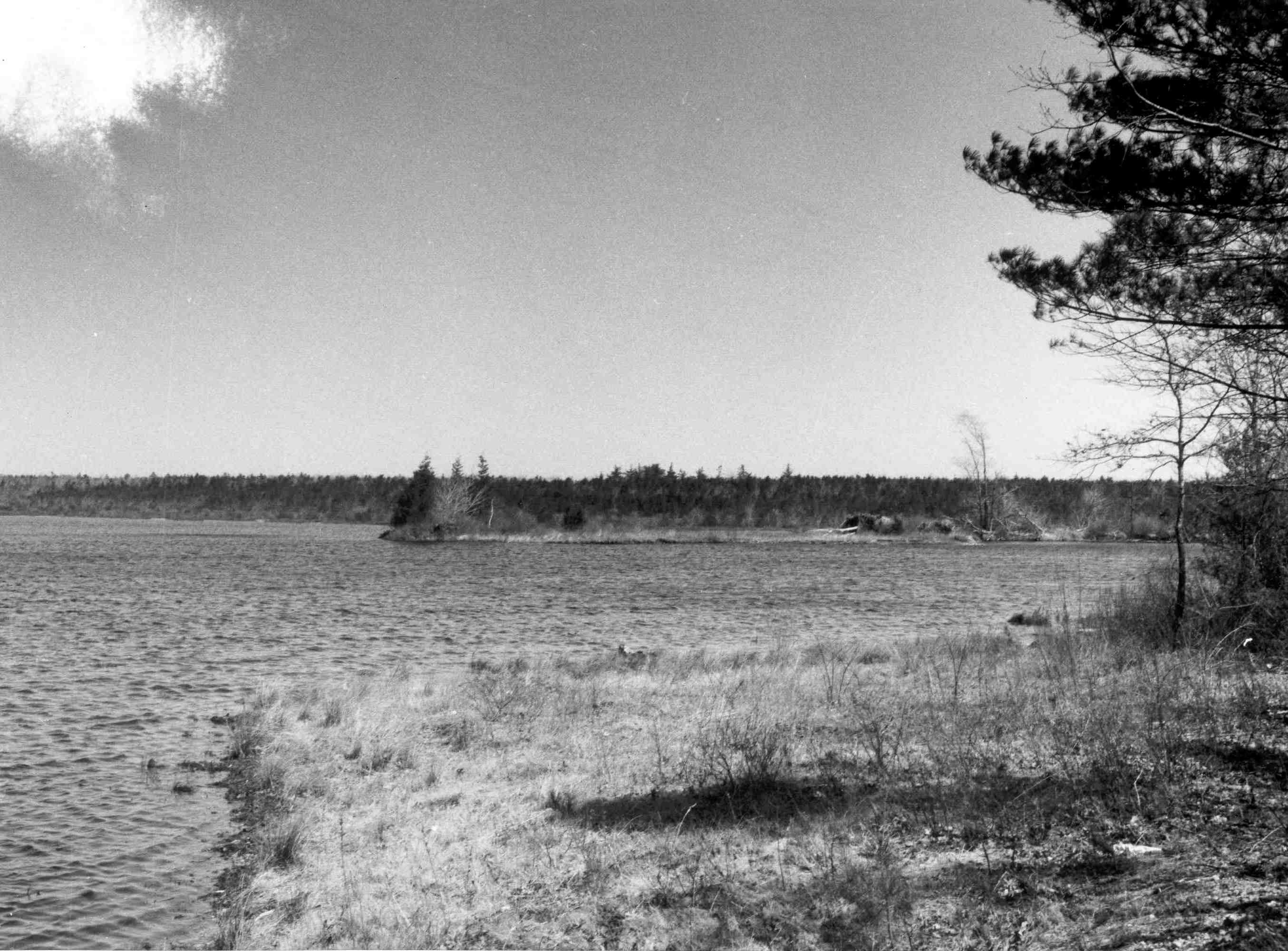
مرداب آکوشنت، ماساچوست
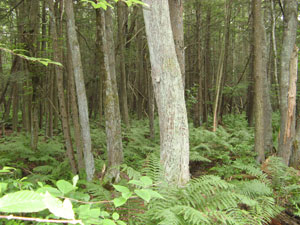
مرداب آکوشنت سدار، ماساچوست
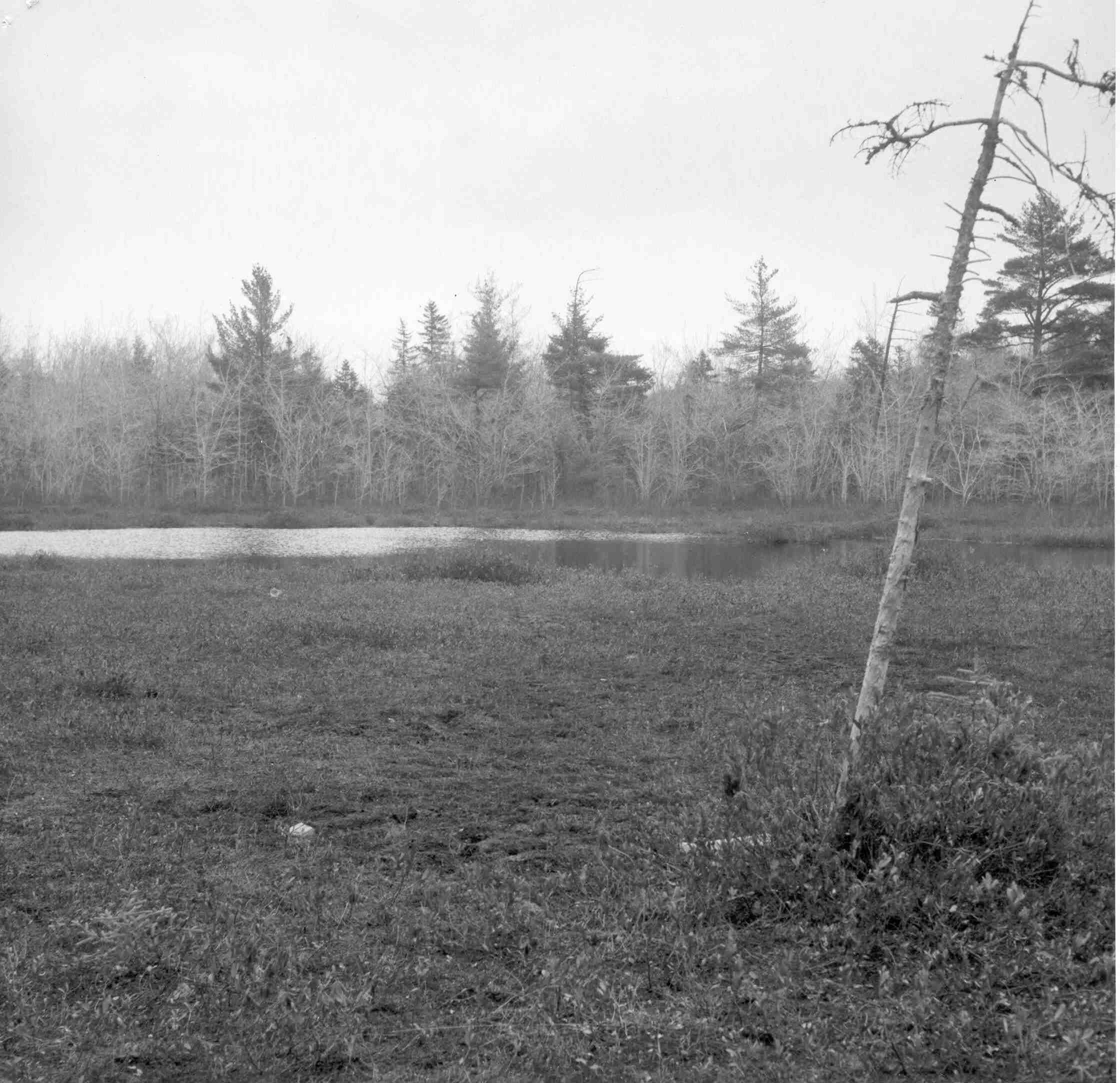
هاولی باگ، ماساچوست
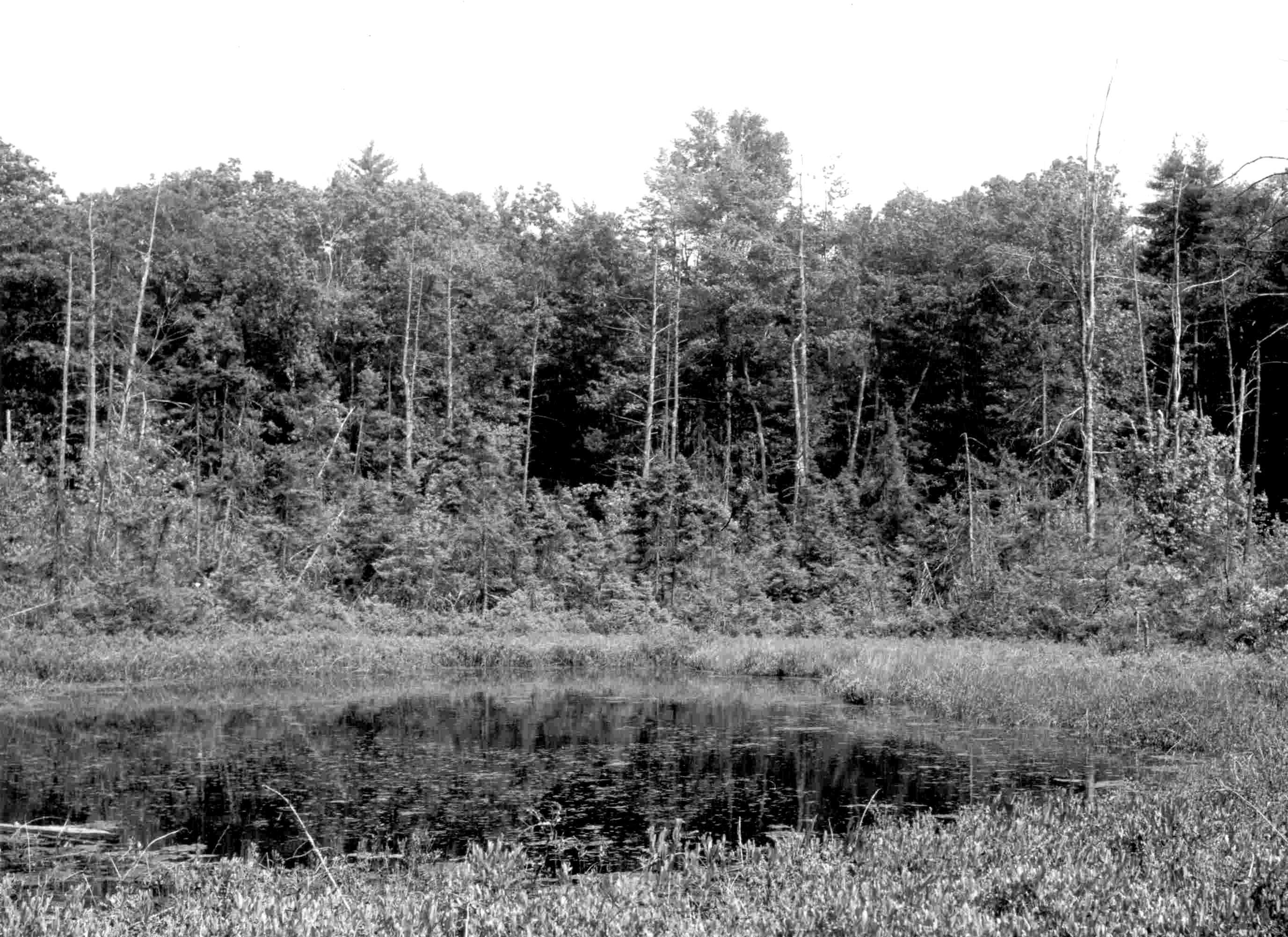
باتلاق اسپروس هول، نیوهمپشایر
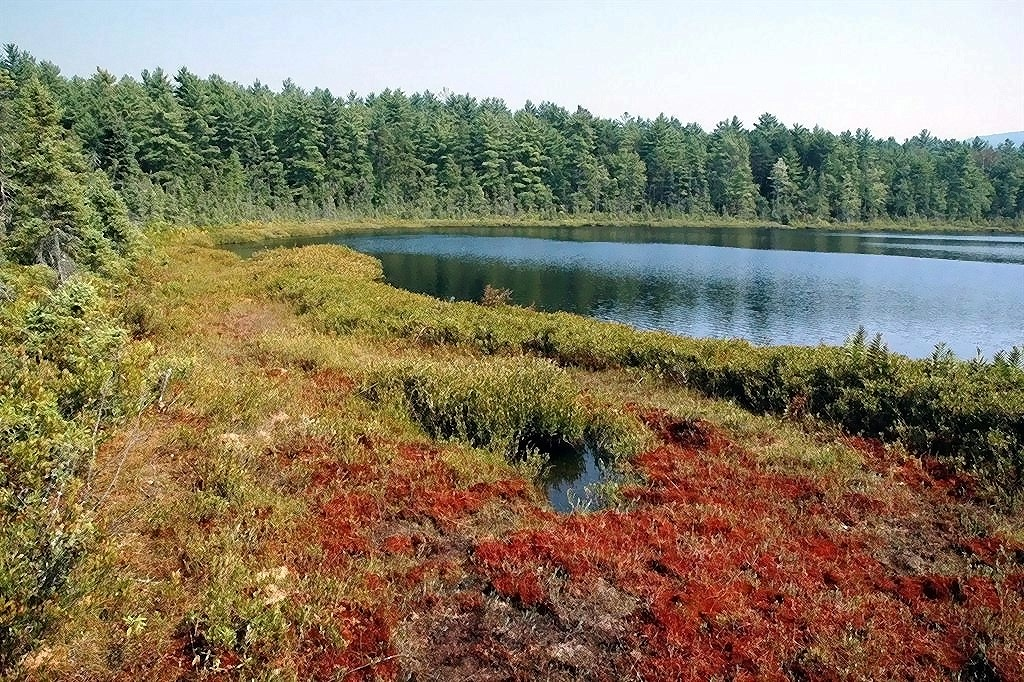
باتلاق هیث پاند، نیوهمپشایر

## وامپانواگ - قایق، خانه بلند، جنگل
احتمالاً مردم بومی تا زمان شروع عقب‌نشینی یخبندان ویسکانسین در حدود ۱۶۰۰۰ سال قبل از میلاد، به نیوانگلند دسترسی نداشتند. در حداکثر پیشروی خود، صفحات یخی عظیم به جزایر نانتاکت و مارتا وینیارد رسیده بودند. شواهدی وجود دارد که نشان می‌دهد سرخپوستان پالئو در نانتاکت ساکن شدند، همان مردمی که در پایان آخرین عصر یخبندان در سراسر آمریکای شمالی حضور داشتند. تاریخ‌گذاری رادیوکربن نشان می‌دهد که اولین ظهور آن در نیوانگلند، حدود ۱۰۰۰۰ سال قبل از میلاد مسیح بوده است. آب برای ماهیگیری و تجارت در مسافت‌های طولانی ضروری بود. فرهنگ‌های اوایل دوره جنگل تا حدود سال صفر میلادی ادامه داشتند. در نانتاکت، قبایل بومی تا حدود سال ۰ میلادی، همان‌طور که در بالا ذکر شد، به درختان جنگلی به اندازه کافی بلند دسترسی داشتند تا تنه‌های بلند درختان را برای قایق‌ها و اقامتگاه فراهم کنند.
وامپانواگ‌ها پس از تماس با اروپاییان، در میان بومیان نانتاکت غالب بودند. آنها این هویت را در سال ۱۶۱۶ از جان اسمیت به دست آوردند. در این زمان. حدود ۱۲۰۰۰ نفر از مردم وامپانواگ در جنوب شرقی ماساچوست و رود آیلند، مارتا وینیارد، نانتاکت و جزیره الیزابت زندگی می‌کردند. زبان آنها، آنها را در خانواده آلگونکویان از بومیان آمریکا قرار می‌دهد.

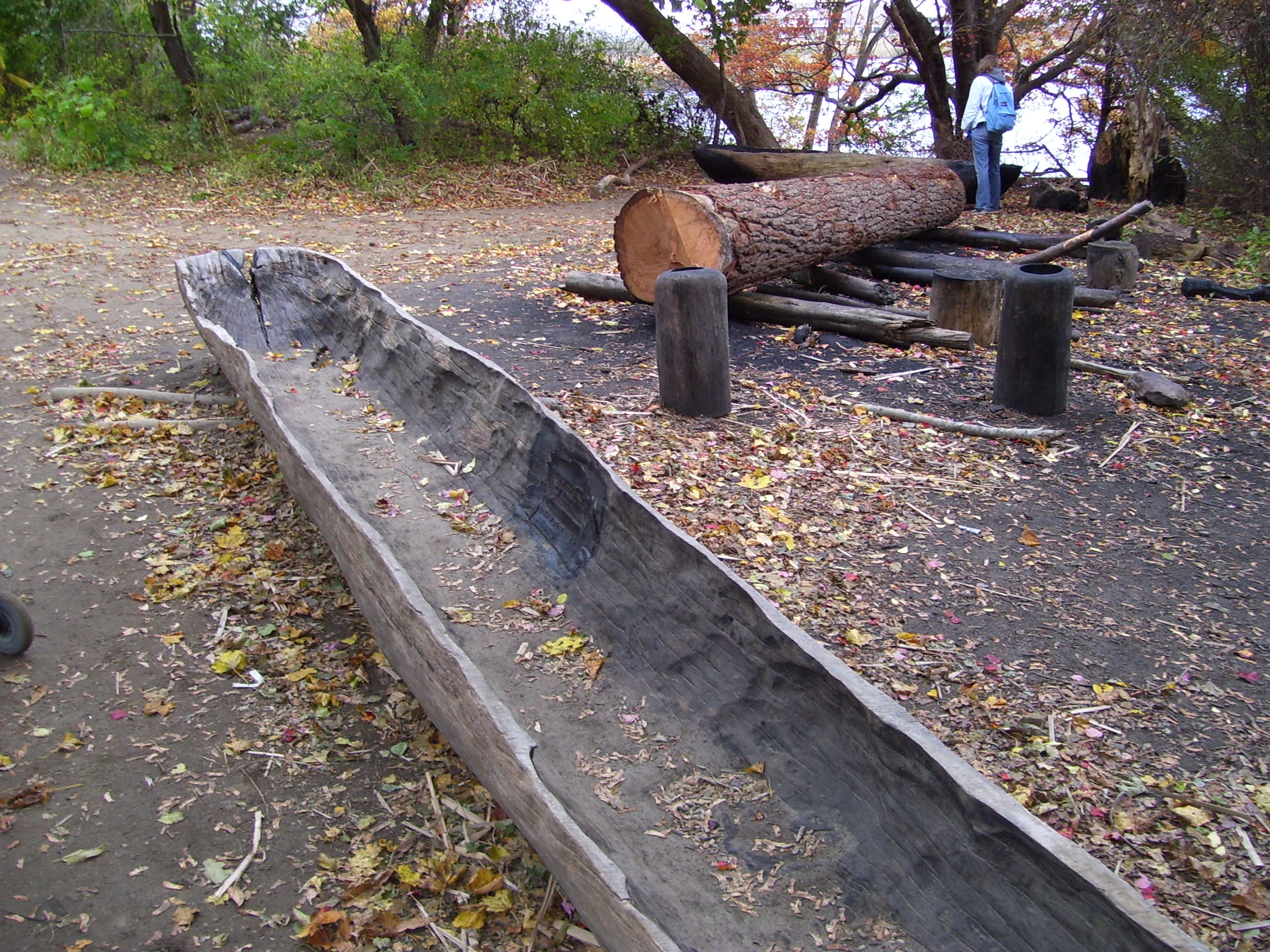
قایق‌رانی وامپانواگ، پلایموث پلنتیشن، ماساچوست

تهیه منابع وامپانواگ بر اساس چرخه‌های فصلی غذاهای گیاهی و حیوانی بود.
اطلاعات کمی در مورد کشتی‌های دریایی وامپانواگ در دسترس است. قایق‌های آنها کوچک بود و مطمئناً اغلب در آب‌های ساحلی، رودخانه‌ها و نهرها، زمانی که مردم وامپانوگ ماهیگیری و شکار می‌کردند، مورد استفاده قرار می‌گرفتند. قایق‌ها همچنین برای سفرهای تجاری گاه به گاه به جزایر دیگر و سرزمین اصلی مورد استفاده قرار می‌گرفتند. درختان کوتاه نانتاکت می‌توانستند الوارهایی را فراهم کنند که از آنها یک قایق کوچک ساخته شود. درخت توس، اگر اصلاً وجود داشت، بسیار نادر بود، و اگر قایق‌های ساخته شده از پوست درخت توس در نانتاکت بودند، وارداتی بودند.
بزرگ‌ترین ساختمان در معماری روستای وامپانواگ، خانه‌ای طویل بود که در زمستان چندین خانواده را در دره‌های سرپوشیده اسکان می‌داد. ساخت خانه‌های طویل به الوارهای ساختمانی بزرگ که برای ساخت خانه‌ها و ساختمان‌های شهری به سبک انگلیسی ضروری بودند، نیازی نداشت. همانند تمام مردمان بومی که هم شکارچی/گردآورنده و هم کشاورز بودند، با منابع موجود در تمام جایگاه‌های اکولوژیکی که غذا را تأمین می‌کردند، با دقت و با در نظر گرفتن حفظ زیستگاه و پرورش جمعیت‌ها برای درازمدت رفتار می‌شد. جنگل‌های بسیار باستانی نانتاکت که درختان بلندی داشتند، به دلایلی که هیچ ارتباطی با استفاده اجداد وامپانواگ از جنگل نداشت، ناپدید شدند.
ما فقط می‌توانیم نتیجه بگیریم که چوب‌های معماری و کشتی‌سازی با اندازه بزرگ در دسترس استعمارگران اولیه اروپایی و آمریکایی جزیره نانتاکت و همچنین اولین ملت وامپانواگ که در طول سال برای شکار و ماهیگیری به آب‌های ساحلی، رودخانه‌ها و نهرها می‌رفتند، نبوده است.